# Aleksander Drej
Aleksander Drej (ur. 27 listopada 1905 w Warszawie, zm. 25 grudnia 1974) – polski kat w czasach PRL, funkcjonariusz UB.

## Życiorys
Urodził się 27 listopada 1905 w Warszawie w rodzinie Bronisławy i Wincentego Drejów. W okresie II wojny światowej żołnierz Armii Ludowej w stopniu starszego sierżanta. 15 lutego 1945 został funkcjonariuszem sekcji VII wydziału I Wojewódzkiego Urzędu Bezpieczeństwa Publicznego w Warszawie w randze młodszego wywiadowcy, podobnie jak niecały miesiąc wcześniej Piotr Śmietański. W latach 1945–1947 pełnił funkcje referenta i kuriera, a 1 lutego 1947 został przydzielony do dyspozycji szefa. W latach 1947–1954 będąc oficjalnie przydzielonym do dyspozycji Szefa Urzędu, Wydziału I, Ekspozytury Kolejowej, Wydziału II, Wydziału Ogólnego, Wydziału IV Warszawskiego WUBP pracował jako kat w więzieniu na Mokotowie wykonując wyroki śmierci strzałem w potylicę. 1 marca 1951 w piwnicach domku gospodarczego w więzieniu na Mokotowie, jako dowódca plutonu egzekucyjnego wykonał wyrok na członkach IV Zarządu organizacji Wolność i Niezawisłość. 1 kwietnia 1955, kiedy Służba Więzienna przeszła pod nadzór Ministerstwa Sprawiedliwości, został etatowym katem będąc oficjalnie do dyspozycji kierownika WUdsBP (następnie oficjalnie pracował na stanowiskach konwojenta od 1 stycznia 1956 i dyżurnego pomocnika od 15 listopada 1956). Zarządzeniem nr 19 MBP za ofiarną pracę w zwalczaniu wrogiego podziemia otrzymał premię w wysokości 30 tys. zł. Od 1 stycznia 1957 do chwili zwolnienia ze służby 30 listopada 1957 „w związku z brakiem przygotowania do służby w MO, gdyż przez okres służby w BP st. sierż. Drej wykonywał zlecenia specjalne” pełnił swoją funkcję jako etatowy funkcjonariusz MO w stopniu starszego sierżanta. Był ostatnim polskim katem, którego imię i nazwisko są publicznie znane. Został pochowany na Powązkach Wojskowych.

## Znane osoby, na których wykonał wyrok śmierci
- ppłk Antoni Olechnowicz ps. „Pohorecki” – ostatni komendant Okręgu Wileńskiego Armii Krajowej[4]
- kpt. Henryk Borowski ps. „Trzmiel” – dowódca Ośrodka Mobilizacyjnego Wileńskiego Okręgu Armii Krajowej[4]
- mjr Zygmunt Szendzielarz ps. „Łupaszka” – dowódca 5. Wileńskiej Brygady Armii Krajowej[4]
- ppor. Lucjan Minkiewicz ps. „Wiktor”[4]
- Tadeusz Cieśla – więzień KL Auschwitz w obozowej konspiracji działający razem z rotmistrzem Witoldem Pileckim
- ppłk Łukasz Ciepliński – prezes IV Zarządu WiN[2]
- mjr Adam Lazarowicz ps. „Klamra” – zastępca prezesa IV Zarządu WiN[2]
- mjr Mieczysław Kawalec ps. „Żbik” – członek IV Zarządu WiN[2]
- kpt. Józef Batory ps. „Argus” – członek IV Zarządu WiN[2]
- kpt. Franciszek Błażej ps. „Roman” – członek IV Zarządu WiN[2]
- por. Karol Chmiel ps. „Zygmunt” – członek IV Zarządu WiN[2]
- por. Józef Rzepka – członek IV Zarządu WiN[2]